# Championnats du monde de pentathlon moderne 2004
Navigation
Édition précédente Édition suivante
Les Championnats du monde de pentathlon moderne 2004 se sont tenus à Moscou,  Russie.

## Podiums

### Hommes
| Épreuves    | Or                                                            | Argent                                                       | Bronze                                                  |
| ----------- | ------------------------------------------------------------- | ------------------------------------------------------------ | ------------------------------------------------------- |
| Individuel  | Lituanie Andrejus Zadneprovskis                               | Corée du Sud Lee Chun-Heon                                   | Tchéquie Libor Capalini                                 |
| Par équipes | Russie Rustam Sarbirkhuzin Aleksey Lebedinets Andrey Moiseyev | Tchéquie Michal Michalík Michal Sedlecký Libor Capalini      | Italie Stefano Pecci Andrea Valentini Enrico dell'Amore |
| Relais      | Russie Andrey Moiseyev Aleksey Turkin Dmitriy Galkin          | États-Unis Scott Christie Chad Senior Vakht'ang Iagorashvili | Corée du Sud Han Do-Ryeong Lee Chun-Heon Kim In-Ho      |

### Femmes
| Épreuves    | Or                                                       | Argent                                                                  | Bronze                                                  |
| ----------- | -------------------------------------------------------- | ----------------------------------------------------------------------- | ------------------------------------------------------- |
| Individuel  | Hongrie Zsuzsanna Vörös                                  | Royaume-Uni Kate Allenby                                                | Biélorussie Tatyana Mazurkevich                         |
| Par équipes | Royaume-Uni Kate Allenby Georgina Harland Joanna Clark   | Biélorussie Galina Bashlakova Anastasiya Samusevich Tatyana Mazurkevich | Russie Olesya Velichko Tatyana Muratova Marina Kolonina |
| Relais      | Pologne Paulina Boenisz Marta Dziadura Magdalena Sędziak | Biélorussie Tatyana Mazurkevich Anna Arkhipenko Anastasiya Samusevich   | France Amélie Cazé Axelle Guiguet Blandine Lachèze      |